# Carrozzone (Reggio Emilia)
Carrozzone (Al Carosòun in dialetto reggiano) è un quartiere di 2 686 abitanti della periferia occidentale di Reggio Emilia situato oltre il torrente Crostolo, fra la via Emilia per Parma e la ferrovia Milano-Bologna, subito prima di Pieve Modolena. In loco hanno sede importanti industrie nazionali lattiero-casearie come Newlat Food e Nuova Castelli.

## Geografia fisica
Il quartiere si trova in una zona di media pianura a nord della via Emilia, a 60 m s.l.m. È fiancheggiato dal torrente Crostolo ed è attraversato da due canali oggi tombati: la fossetta di Cavazzoli e il cavo Guazzatoio o Guazzatore.
Collocato in un ambito totalmente a carattere urbano confina a nord con la frazione di Cavazzoli, a sud con i quartieri Regina Pacis e Orologio, a ovest con Pieve Modolena e a Est con i quartieri Tondo e Gardenia-Santo Stefano.

## Storia
Il Carrozzone trae origine da un vecchio borgo di case bracciantili posto all'inizio di una storica strada vicinale che collegava l'attuale via Brigata Reggio a Cavazzoli. L'origine del nome si ritiene derivi dalle carrozze dei birocciai in sosta presso la via Emilia, situata a poche centinaia di metri dal borgo. Secondo un'altra ipotesi si pensa che il nome riguardi la morfologia sia urbanistica che antropologica legate proprio a quel tugurio in cui vivevano ammassate decine di senza terra.
Sino agli anni 1940 il territorio era caratterizzato da case coloniche e campi coltivati caratterizzati dalla vite maritata con l'olmo. Sulla via Emilia dal tardo medioevo erano presenti la chiesa con annesso l'ospitale di San Geminiano, poi soppresso e unito al Santa Maria Nuova. Della cappella rimasero tracce sino alla metà degli anni 1960 quando fu demolita per lasciar posto a nuovi edifici.
Il rione è contraddistinto da un agglomerato urbano a tessuto misto, in cui le aree residenziali sono affiancate da piccole e medie industrie, dalla grande viabilità di attraversamento e dai centri direzionali e commerciali. In passato, questa porzione di territorio comunale era appartenuta alla frazione e alla parrocchia di Cavazzoli. Il Carrozzone, durante la seconda guerra mondiale fu interessato da danni e bombardamenti, anche a causa della vicinanza a importanti infrastrutture strategiche come la via Emilia e la ferrovia Milano-Bologna. Nella zona erano operativi diversi gruppi partigiani: la casa dei fratelli Francia (detti “Giaroun”) di via Brigata Reggio divenne un punto di riferimento della Resistenza. Poco più a sud, lungo la stradina che conduceva al fondo Betonica (attuale via Soglia) nel 1924 fu ritrovato il corpo senza vita del deputato socialista Antonio Piccinini, barbaramente ucciso da squadracce fasciste. Nel 1963 è nata l'attuale parrocchia di San Pio X, posta al centro del quartiere.
Sino a pochi anni fa la parte orientale dell'agglomerato urbano era conosciuta come Betonica (il cui nome deriva da una pianta erbacea officinale con foglie rugose e piccoli fiori rossi raccolti in spighe), con riferimento in particolare a un'antica tenuta agricola, oggi scomparsa, posta a nord della ferrovia Reggio-Ciano in prossimità dell'attuale via Soglia. In quella tenuta ebbe sede, sino al 1959, la Società Agraria di Reggio Emilia, istituto che si occupò di studiare e promuovere nuove tecniche di innovazione agraria. Fondato nel 1806 con un decreto napoleonico ebbe tra i suoi esponenti personaggi illustri quali Filippo Re, Antonio Zanelli e Angelo Motti. La destinazione produttiva del quartiere ebbe inizio con la nascita delle latterie cooperative Riunite nel 1934, produttrici di prodotto lattiero-caseari a marchio Giglio, acquisita da Parmalat negli anni 1990 e successivamente da Newlat Food. Dalla fine degli anni 1950, in località Betonica, il quartiere ha ospitato una delle prime zone artigianali della città a ridosso di nuove lottizzazioni residenziali, consolidatasi con la costruzione della zona annonaria negli anni '70. Il decennio successivo vide il completamento della tangenziale nord e la realizzazione dell'asse attrezzato, un'arteria di attraversamento pensata per collegare il casello autostradale alla zona sud della città. Dagli anni 1990 il quartiere si è arricchito di attività commerciali e terziarie, in particolar modo lungo l'asse di via Kennedy, ospitando i laboratori di chimica e biologia del dipartimento di Scienze della Vita dell'Università di Modena e Reggio Emilia.
Il quartiere ospita la sede del Consorzio del Parmigiano-Reggiano (1977-1982), edificio di notevole interesse tipologico e architettonico, progettata dall'architetto Guido Canali di Parma. All'ingresso pedonale dell'edificio il cantante Luciano Ligabue girò il videoclip musicale della sua canzone Anime in plexiglass nel 1989.

## Monumenti e luoghi di interesse

### Architetture religiose
- Chiesa parrocchiale di san Pio X, via Kennedy 13, 1970 ca.
- Edicola votiva, via Cornelio Bentivoglio, XX sec.
- Edicola votiva, via Brigata Reggio[6], XIX sec.

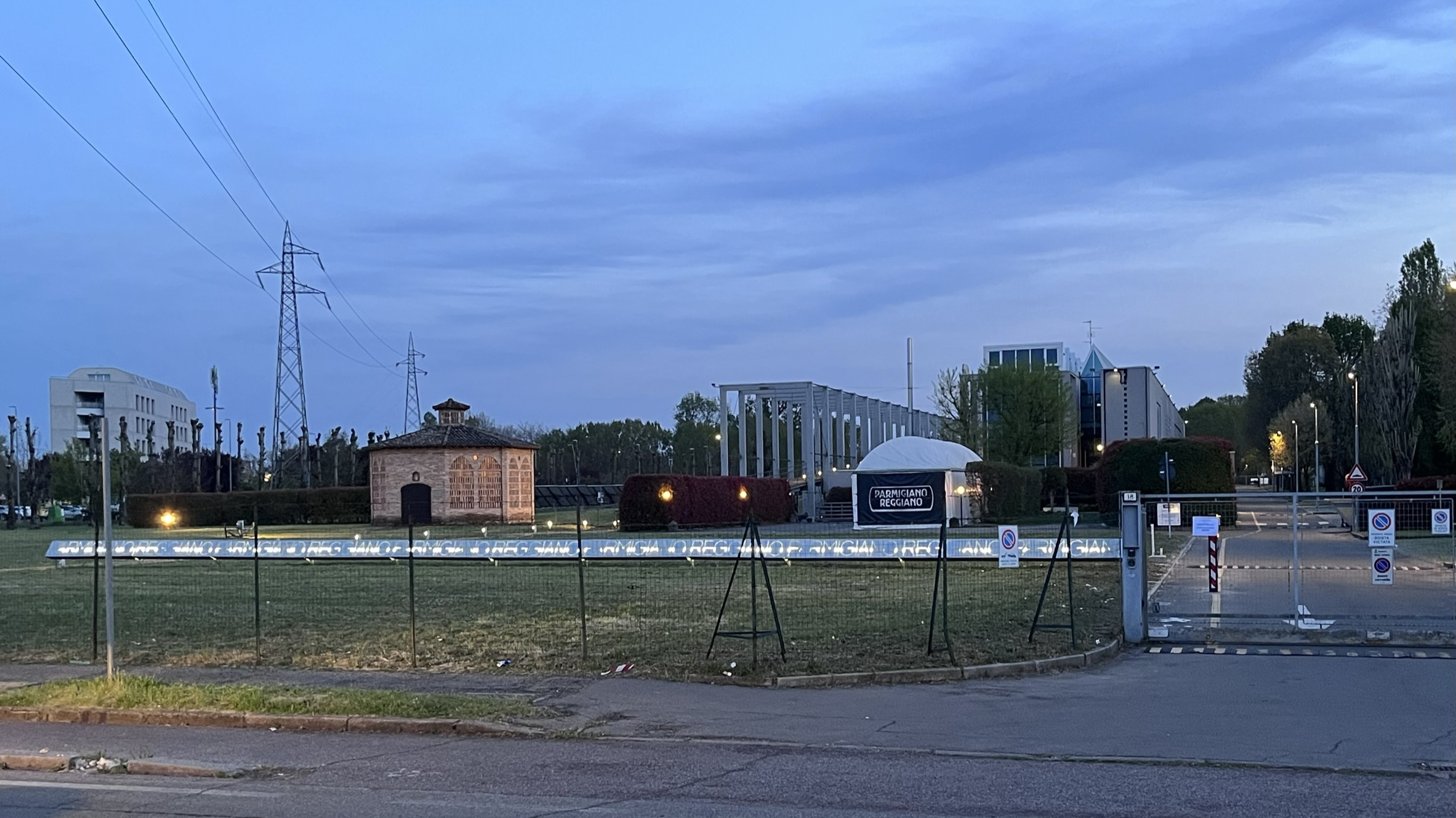
Sede del Consorzio del Parmigiano-Reggiano

### Architetture civili
- Officina delle Arti oggi SD Factory[12], via Brigata Reggio, Cooperativa Cementori, anni 1950 (ristrutturata nel 2004).
- Consorzio del Parmigiano-Reggiano, arch. Guido Canali, 1977-1982.
- Centro direzionale Il Volo[13], Largo Giambellino, Centro cooperativo di progettazione, 2006.

### Aree naturali
- Greenway del Crostolo[14], via don Giovanni Verità-via Vincenzo Ferrari.
- Parco Il Carrozzone[15], via Alfredo Gallinari.

## Società
Dopo un forte incremento fra gli anni 1950 e gli anni 1980 la popolazione, dal 2000 al 2015, ha avuto un incremento dell'8% per poi stabilizzarsi sopra le 2 650 unità. L'indice di vecchiaia è in linea con la media comunale (49,9 contro 137,23) e il tasso di natalità è inferiore. Il numero di componenti medi per famiglia è superiore al dato generale del comune (2,1 membri). Gli stranieri sono il 20,6% (rispetto al 16% complessivo di tutto il comune) e arrivano per la maggior parte da Albania, Romania e Ucraina.

### Tradizione e folclore
- Sagra di San Pio X, 2ª domenica di settembre.

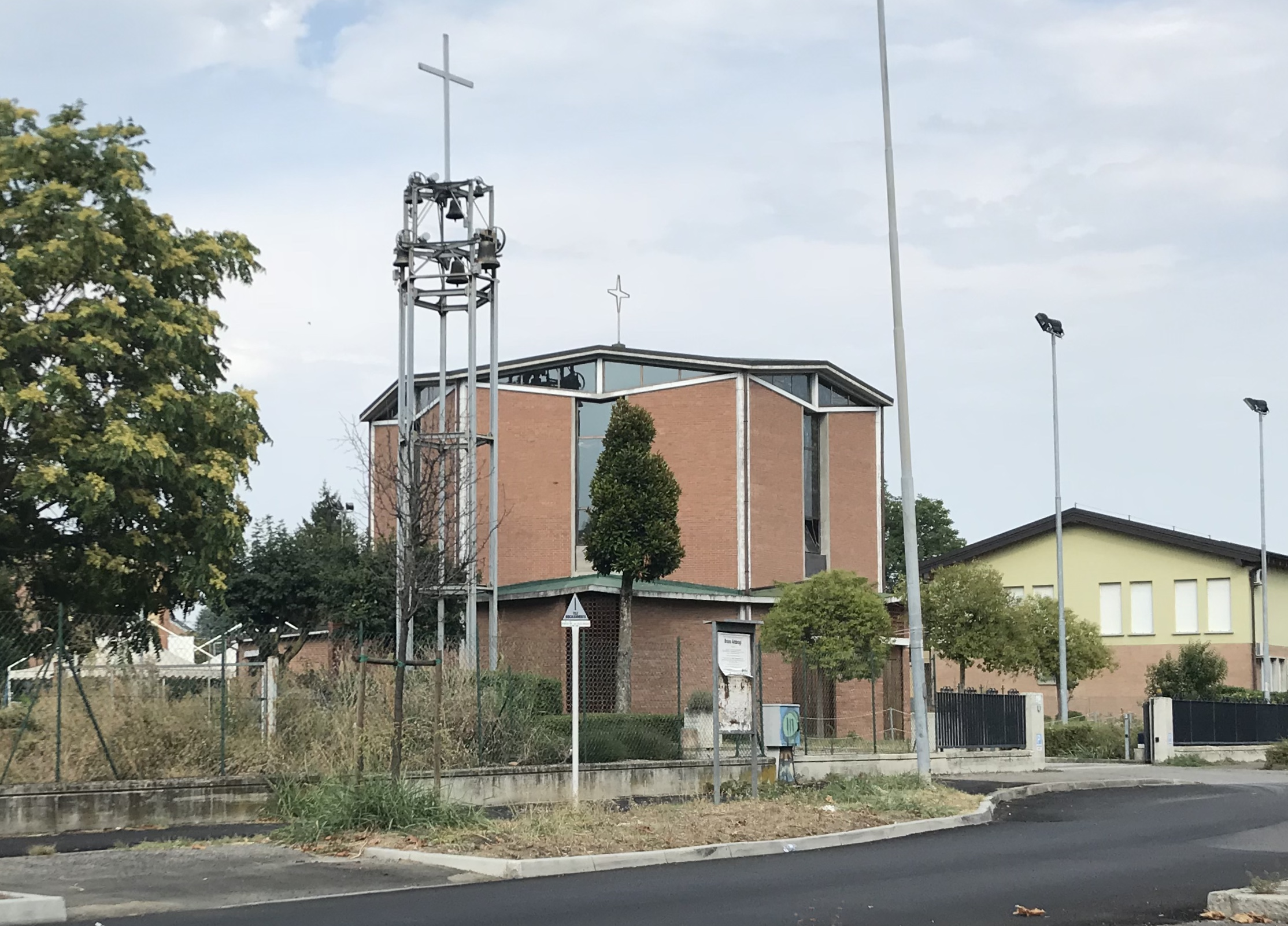
Chiesa di San Pio X, Reggio Emilia

### Istituzioni, enti e associazioni
- Motorizzazione civile[16], via Rodano.
- Centro postale operativo di Poste Italiane, via Piccard.
- Centro sociale Il Carrozzone[17], via Alfredo Gallinari.
- Sezione ANPI "Paolo Davoli" di Cavazzoli-Betonica[18].
- Centro Caritas "NuovaMente"[19], via Bodoni.
- Centro di aiuto alla vita[20], via Kennedy.
- Parrocchia di San Pio X[21], via Kennedy.
- Associazione Comunità Islamica Reggiana, via Piccard.

## Cultura
Nel quartiere hanno sede diverse istituzioni scolastiche e culturali:

### Infanzia
- Nido-scuola dell'infanzia "Haiku", via Brigata Reggio.
- Nido-scuola dell'infanzia "Faber" c/o Villa San Giusto, via Brigata Reggio.
- Scuola dell'infanzia parrocchiale e nido Primavera "San Pio X", via Kennedy.

### Scuola dell'obbligo
- Istituto comprensivo statale "J. F. Kennedy"[22], via Kennedy.

### Università
- Unimore, Dipartimento di Scienze della Vita, Laboratori di chimica e biologia, via Kennedy.

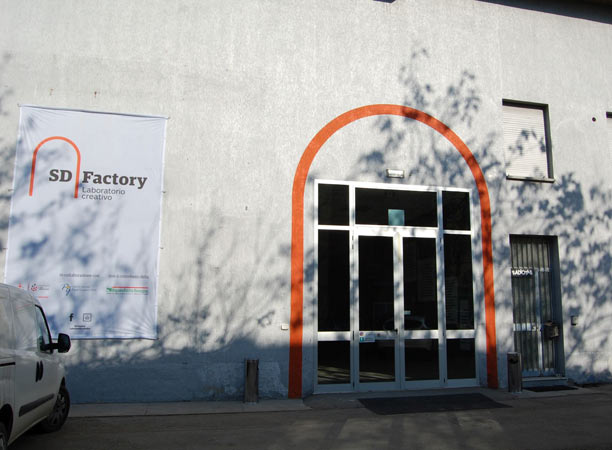
SD Factory, già Officina delle Arti

### Altro
- Laboratorio creativo comunale SD Factory[12], via Brigata Reggio
- Professional Music Institute[23], via Rodano

### Eventi
- Torneo di calcio Don Lucio Dall'Aglio[24] (maggio-giugno).

## Economia
L'ambito territoriale è contraddistinto da una zona mista residenziale-produttiva. In loco sorgono piccole e medie imprese e importanti industrie meccaniche e alimentari con sede nella zona artigianale Betonica e nella zona annonaria.

## Infrastrutture e trasporti

### Piste ciclabili
Il quartiere è interessato da percorsi ciclabili, posti lungo i principali assi di attraversamento. 

### Trasporto pubblico
Le linee del trasporto pubblico urbano che operano nella zona sono quattro:
- La linea 2 Sant'Ilario d'Enza-Rubiera sulla via Emilia (ad alta frequenza).
- La linea 3 via Maroncelli-Istituti Penitenziari (a media frequenza).
- La linea 12 Roncocesi-via Kennedy-Pratofontana (a bassa frequenza).
- La linea E Parcheggio Volo-stazione RFI-Parcheggio Funakoshi presso il parcheggio scambiatore Volo, Largo Giambellino.

### Strade
I principali assi di attraversamento del quartiere sono:
- Strada statale 9 Via Emilia.
- Strada statale 722 Tangenziale di Reggio Emilia.
- Asse attrezzato (Via Hiroshima).

### Ferrovie
Il quartiere è attraversato da due infrastrutture ferroviarie:
- Ferrovia Milano-Bologna.
- Ferrovia Reggio Emilia-Ciano d'Enza.

## Sport
Le principali strutture sportive presenti nel quartiere sono:
- Campo di calcio parrocchiale San Pio X, via Kennedy (già sede della società sportiva Everton, oggi Santos[24]).
- Pista polivalente parrocchiale San Pio X, via Kennedy.
- Campo di gioco libero Parco Il Carrozzone, via Brigata Reggio.
- Palestra scolastica Rinaldini (c/o IC Kennedy)[26], via Kennedy (sede della Everton Volley).
- Palestra di CrossFit[27], via Fratelli Bruschi.
- Palestra di arti marziali[28], via Giovanni Zibordi.
- Palestra di body-building[29], via Giuseppe Soglia.
- Palestra di ginnastica artistica e aerobica[30], via Fratelli Cervi.